# Eldran系列
藍光人系列（日語：エルドランシリーズ），是日本日昇動畫公司於1991年起製作的一系列機器人故事的總稱。藍光人系列作品的設定都在同一個世界觀內，共同的元素有守衛地球的藍光人（エルドラン，Eldran）將巨大機器人交給一群小學生，讓他們駕駛為保衛地球戰鬥跟惡勢力作戰。和藍光人系列齊名的還有同樣是日昇動畫所製作的勇者系列。

## 主要作品
元氣爆發曾經出現絕對無敵的雷神王機器人情節。元氣爆發和絕對無敵的故事關聯性，也出現在雷神王第二期（僅有標題與少部分劇情設定，沒有製成動畫）的設定中。而作為防衛軍司令的武田長官，更是橫跨三作出場。此外，熱血最強中角色小島尊子，亦是絕對無敵中小島勉的表兄妹。完全勝利的故事之中，出現四部作品的角色共同演出的情節。
絕對無敵（絶対無敵ライジンオー）
1991年4月3日至1992年3月25日期間在東京電視台播放51集，臺灣和香港的電視台也有播放。另外也在1992年9月30日、1992年12月16日、1993年2月24日分別發售OVA。
元氣爆發（元気爆発ガンバルガー）
1992年4月1日至1993年2月24日期間在東京電視台播放47集，臺灣和香港的電視台也有播放。
熱血最強（熱血最強ゴウザウラー）
1993年3月3日至1994年2月23日期間在東京電視台播放51集，香港的電視台也有播放。
完全勝利（完全勝利ダイテイオー）
只有在雜誌《電撃HOBBYMAGAZINE》和網路連載的作品，沒有製作成電視動畫。2001年舉辦的藍光人10周年紀念活動中播放宣傳動畫，2015年發售的Blu-ray BOX收錄重製版宣傳動畫。

## 相關作品
TOMY在Game Boy平台分別於1991年12月28日發售《絕對無敵》，1992年11月27日發售《元氣爆發》。另外在《新世紀勇者大戰》和《超級機械人大戰NEO》等遊戲作品中參戰登場。

## 外部連結
- エルドラン公式サイト（页面存档备份，存于）日昇動畫（日語）